# Undersænker
En undersænker kaldes også et stjernebor, og hvis den er forsynet med et skaft til at skulle drejes med hånden, hedder den også en håndforsænker. Først borer man hul til skaftet af en undersænket skrue, dvs. en skrue med et kegleformet hoved, og dernæst gøres der plads til skruehovedet ved at bore med undersænkeren i det første hul, men kun i passende dybde til skruehovedet.
Undersænkere fås både til træ- og til metalarbejde. Der findes også udgaver, hvor et spiralbor eller et dyvelbor er monteret ned midt gennem undersænkeren, således at hullet til skrueskaftet og undersænkningen kan bores i én arbejdsgang.